# نوردراین-وستفالن
نُوردراین-وِستفالِن (به آلمانی: Nordrhein-Westfalen)  (به اختصار NRW) پرجمعیت‌ترین ایالت آلمان و چهارمین ایالت از نظر وسعت جغرافیایی است. نوردراین-وستفالن در غرب آلمان قرار دارد و مساحت آن ۳۴,۰۸۰ کیلومتر مربع و جمعیت آن ۱۸ میلیون نفر است. مرکز این ایالت دوسلدورف و بزرگ‌ترین شهر آن کلن است. چهار شهر از ده شهر بزرگ آلمان، کلن، دوسلدورف، دورتموند و اِسِن در این ایالت قرار دارند. شهر بُن پایتخت سابق جمهوری فدرال آلمان (آلمان غربی) در این ایالت قرار دارد. نوردراین-وستفالن از شمال به ایالت نیدرزاکسن، از شرق به ایالت هِسِن، از جنوب به راینلاند فالتس و از مغرب به کشورهای هلند و بلژیک محدود است. در حال حاضر این ایالت توسط حزب‌های دموکرات مسیحی آلمان (CDU) و سبزها اداره می‌شود.

## وضعیت جغرافیایی
ساخت جغرافیایی این ایالت در منطقهٔ شمالی از صفحات پست، و در جنوب پوشیده از جنگل که شامل مناطق زاورلاند، برگیشس لاند و زیگرلاند است. کوه‌های این منطقه از ۵۰۰ تا ۸۰۰ متر از سطح دریا ارتفاع دارند. در مرکز این ایالت منطقهٔ رور(Ruhrgebiet) واقع شده که در شمال این منطقه، شهرهای بتتروپ، گلزن‌کیرشن، هرنه، و رِکلینگهاوزن قرار دارند. در مرکز آن، شهرهای دورتموند، هام و هاگن و در شرق آن بوخوم، اسن، اوبرهاوزن و مولهایم قرار گرفته‌است. دویسبورگ و مورز در غرب منطقهٔ رور قرار دارند. دیگر شهرهای بزرگ این ایالت عبارت‌اند از مونستر در شمال، بیلفلد و پادربورن در شرق، کلن، بن، لورکوزن، برگیش گلادباخ، آخن، مونشن‌گلادباخ، کرفلد، ووپرتال، زولینگن و دوسلدورف در غرب و جنوب غربی این ایالت قرار دارند.

## تقسیمات جغرافیایی

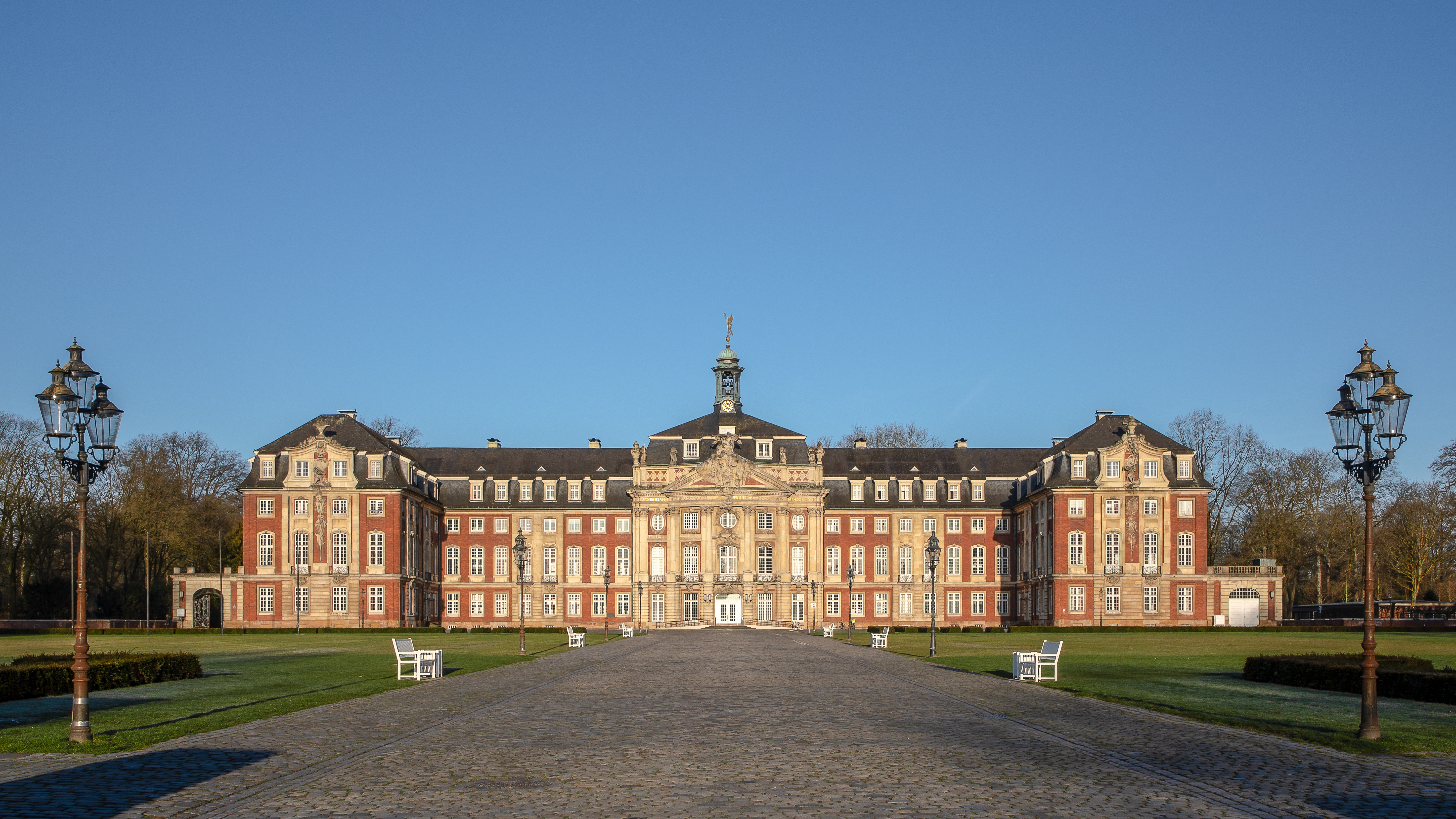
دورنمایی از قلعهٔ مونستر یا کاخ شاهزاده-بیشاپ در نوردراین-وستفالن این کاخ اکنون به عنوان یکی از ساختمان‌های دانشگاه مونستر به‌کار می‌رود

این ایالت به سه بخش عمده تقسیم شده‌است: نوردراین (Nordrhein)که بخش شمالی راین‌لاند است، وستفالن(Westfalen) و لیپه (Lippe) که در سال۱۹۴۷ به‌ این ایالت ملحق شد. این سه بخش عمده به بخش‌های کوچک‌تری نیز تقسیم شده‌اند:
- راین‌لاند
  - برگیشس لاند - آیفل - آخن -نیدرراین - راین‌شینه - کلن/ بن
- وستفالن
  - مونستر لاند - میندن-راونزبرگ - هوخ‌شتیفت پادربورن - زاورلاند - تکلنبورگ
- لیپه
  - لیپر لاند
- نواحی خاص و مشترک در تقسیمات فوق
  - منطقهٔ رور که قسمتی از آن در راین‌لاند، و قسمتِ دیگرِ آن در وستفالن واقع است.
  - وستفالن شرقی - لیپه، به‌اختصار (OWL)، شامل ناحیه حکومتی دتمولد و بخش میندن-راونزبرگ، که هوخشتیفت پادربورن و ناحیه لیپه را دربر می‌گیرد.

## کوه‌های ایالت
- لانگن‌برگ، ۸۴۳٫۱ متر
- کالر آستن، ۸۴۱ متر
- کلمنزبرگ، ۸۳۸ متر
- هوپرکپف، ۸۳۱ متر
- هوناو، ۸۱۷٫۶ متر
- سیگن هله، ۸۱۵٫۵ متر

## رودخانه‌های ایالت

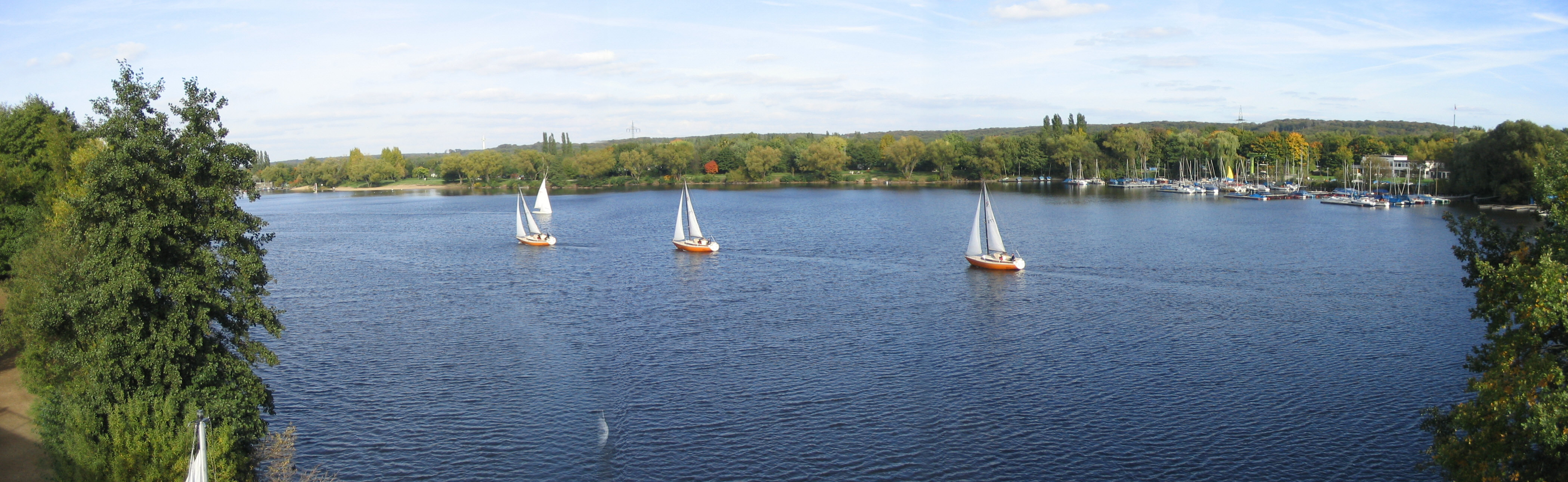
دریاچه دویسبورگ-مازوری در منطقه صنعتی روهر

- آگر - آزه - آلمه
- برکل - بیگه - بخلتر آا
- دوسل - ادر - امر - امز
- امشر - ارفت - گلنه - هلر
- هنه - هونه - هوپکه - آینده
- ایسل - لنه - لیپه - مونه
- نته - نیرز - راین - رور
- زیگ - زولس - وزر - ولمه
- ونه - ووپر - ویل

## تقسیمات اداری منطقه
نوردراین - وستفالن به پنج فرمانداری کل تقسیم شده‌است که جمعیت آن‌ها براساس آمار ۳۱ دسامبر ۲۰۰۵ به ترتیب زیر می‌باشد:
- آرنزبرگ = ۳٬۷۶۰٬۴۵۴ نفر
- دتمولد = ۲٬۰۶۹۷۵۸ نفر
- دوسلدورف = ۵٬۲۲۶٬۶۴۸ نفر
- کلن = ۴٬۳۷۸٬۶۲۲ نفر
- مونستر = ۲٬۶۲۲٬۶۲۳ نفر

## وضعیت سیاسی
یورگن روتگرز، رئیس ایالت نوردراین - وستفالن که در انتخابات ۲۲ ژوئن ۲۰۰۵ انتخاب شد، عضو حزب دموکرات مسیحی (CDU) است که پس از ائتلاف با حزب دموکرات آزاد (FDP) و کسب اکثریت آرا، به حاکمیت ۴۱ سالهٔ حزب سوسیال دموکرات (SPD) در این ایالت پایان بخشید.

## سیاست‌مداران معروف
- کنراد آدناور - گوستاو هاینمان - هاینریش لوبکه - یوهانس راو - کارل آرنولد

## هنرمندان معروف

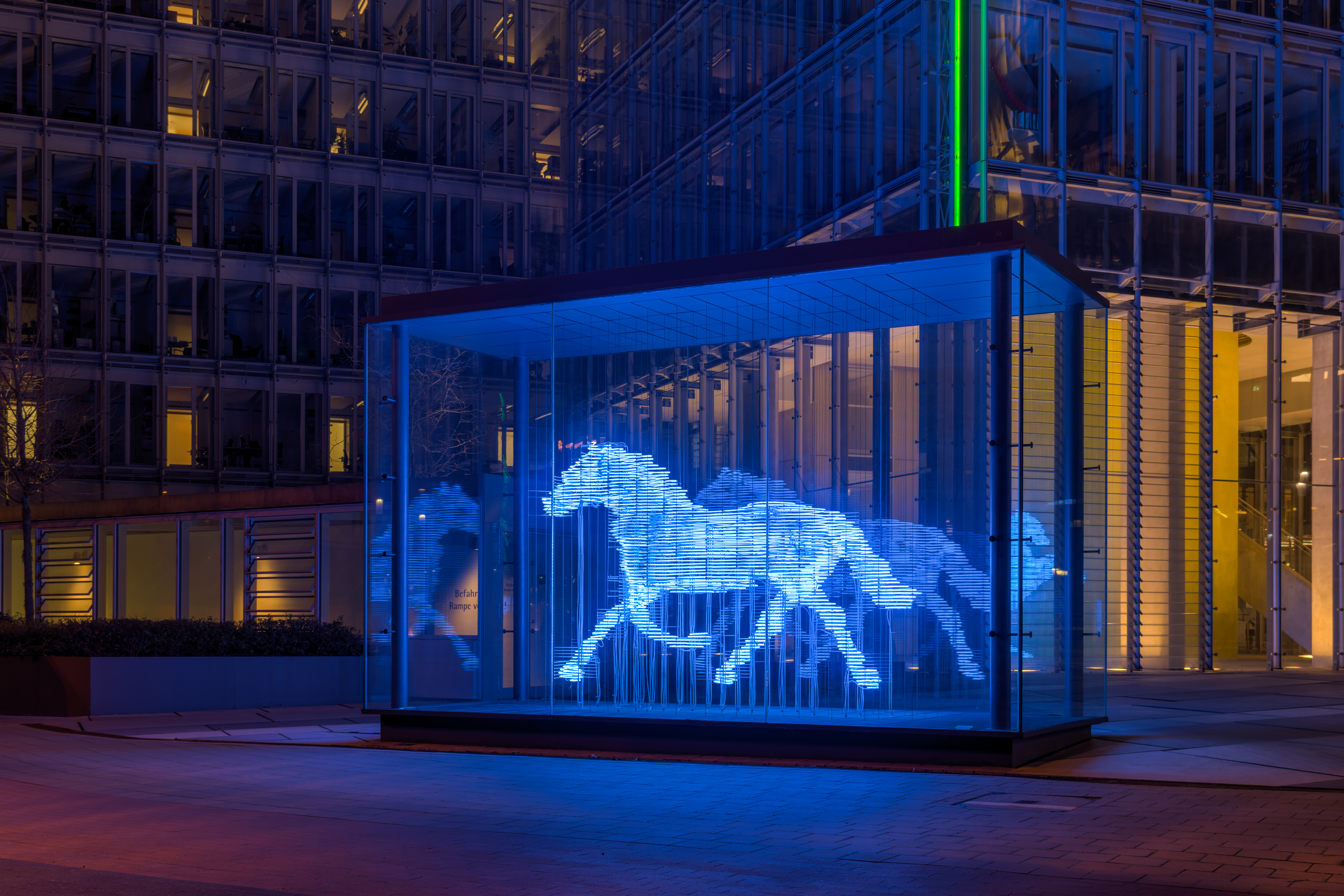
مجسمه دو اسب برای مونستر (Zwei Pferde für Münster)، ساختۀ استفان هوبر ۲۰۰۲ واقع در پایین ساختمان ال‌وی‌ام

- لودویگ وان بتهوون - هاینریش بل - یوزف بویس - آنته فن دروسته-هولزهف - هربرت گرونه‌مایر - هاینریش هاینه - تروده هر - هانس دیتر هوش - آگوست ماکه - ویلی میلوویچ

## مذهب
اعتقادات مردم در ایالت نوردرراین - وستفالن همراه با تحولات تاریخی و اجتماعی مذهب در اروپا، دستخوش تغییر و دگرگونی شده‌است. در پی اصلاحات اعتراضی در قرن شانزدهم و انشعاب کلیسای پروتستان از کاتولیک، بعضی از شهرهای این ایالت به مذهب پروتستان گرویده و بخش عظیمی تابع کلیسای لوتری و اقلیتی نیز پیرو فرقهٔ کالوینی شدند. مذهب جدید به‌ویژه در مناطق میندن/ راوِنزبرگ، برگیشس لاند، مرکیشس زاورلاند و زیگرلاند رواج یافت. دیگر ولایات این ایالت که تحت تسلط حکام کاتولیک بودند، همچنان به اعتقاد خود پابرجا ماندند. ولایاتِ پیروِ کلیسای کاتولیک عبارت‌اند از: کلن/ راینلاند، زاورلاند، مونسترلاند و پادربورنر لاند. این ترکیب مذهبی در قرن نوزدهم در اثر مهاجرت اقوام و سپس هجوم فراریان پس از جنگ جهانی دوم به‌این ایالت، دستخوش نوسان شد. مهاجرت خارجیان مسلمان به‌این ایالت در سال‌های ۱۹۶۰ نیز تحول جدیدی به‌همراه داشت. به‌طور کلی اعتقادات مردم پس از جنگ دوم، در این ایالت با دو پدیدهٔ نو مواجه شد، اول، گسترش سکولاریسم همرا با لامذهبی؛ دوم، توسعه اسلام.
- پیروان کلیسای کاتولیک - رومی، ۴۲٫۲٪
- پیروان کلیسای پروتستان، ۲۸٫۳٪
- پیروان دین اسلام، ۲٫۸٪

## نمودار جمعیت شهرهای ایالت و توابع آن
| شهر           | ناحیه              | جمعیت      | جمعیت      |
| ------------- | ------------------ | ---------- | ---------- |
| کلن           | کلن/ شهر           | ۹۶۲٬۸۸۴    | ۹۷۵٬۹۰۷    |
| دورتموند      | دورتموند/ شهر      | ۵۸۸٬۹۹۴    | ۵۸۷٬۸۳۰    |
| اسن           | اسن/شهر            | ۵۹۵٬۲۴۳    | ۵۸۶٬۳۸۲    |
| دوسلدورف      | دوسلدورف/ شهر      | ۵۶۹٬۳۶۴    | ۵۷۳٬۴۴۹    |
| دویسبورگ      | دویسبورگ/ شهر      | ۵۱۴٬۹۱۵    | ۵۰۲٬۵۲۲    |
| بوخوم         | بوخوم/ شهر         | ۳۹۱٬۱۴۷    | ۳۸۶٬۴۹۹    |
| ووپرتال       | ووپرتال/ شهر       | ۳۶۶٬۴۳۴    | ۳۶۰٬۱۰۵    |
| بیلفلد        | بیلفلد/ شهر        | ۳۲۱٬۷۵۸    | ۳۲۷٬۱۳۱    |
| بن            | بن/ شهر            | ۳۰۷٬۸۱۴    | ۳۱۳٬۶۱۱    |
| مونستر        | مونستر/ شهر        | ۲۶۵٬۶۰۹    | ۲۷۰٬۱۷۶    |
| گلزن‌کیرشن     | گلزن‌کیرشن/شهر      | ۲۷۸٬۶۹۵    | ۲۶۹٬۲۸۱    |
| مونشن‌گلادباخ  | مونشن‌گلادباخ/شهر   | ۲۶۳٬۰۱۴    | ۲۶۱٬۶۴۵    |
| آخن           | آخن/ شهر           | ۲۴۴٬۳۸۶    | ۲۵۷٬۰۸۹    |
| کرفلد         | کرفلد/ شهر         | ۲۳۹٬۹۱۶    | ۲۳۸٬۰۳۱    |
| ابرهاوزن      | ابرهاوزن/ شهر      | ۲۲۲٬۱۵۱    | ۲۱۹٬۱۴۸    |
| هاگن          | هاگن/ شهر          | ۲۰۳٬۱۵۱    | ۱۹۷٬۸۵۴    |
| هام           | هام/ شهر           | ۱۸۲٬۴۲۷    | ۱۸۴٬۵۵۶    |
| هرنه          | هرنه/ شهر          | ۱۷۴٬۵۲۹    | ۱۷۱٬۲۴۴    |
| مولهایم/ رور  | مولهایم/ شهر       | ۱۷۲٬۸۶۲    | ۱۶۹٬۹۰۵    |
| زولینگن       | زولینگن/ شهر       | ۱۶۴٬۹۷۳    | ۱۶۳٬۸۸۲    |
| لورکوزن       | لورکوزن/ شهر       | ۱۶۱٬۰۴۷    | ۱۶۱٬۴۱۹    |
| نویس          | نویس/ ناحیه راین   | ۱۵۰٬۰۱۳    | ۱۵۱٬۵۸۹    |
| پادربورن      | پادربورن           | ۱۳۹٬۰۸۴    | ۱۴۳٬۳۹۲    |
| رکلینگهاوزن   | رکلینگهاوزن        | ۱۲۴٬۷۸۵    | ۱۲۲٬۳۸۱    |
| بوتروپ        | بوتروپ/ شهر        | ۱۲۰٬۶۱۱    | ۱۱۹٬۶۴۹    |
| رمشاید        | رمشاید/ شهر        | ۱۱۹٬۲۸۷    | ۱۱۶٬۲۶۳    |
| مئرس          | وزل                | ۱۰۷٬۰۶۲    | ۱۰۷٬۶۸۲    |
| زیگن          | زیگن-ویتگن‌شتاین    | ۱۰۸٬۴۷۶    | ۱۰۶٬۵۴۴    |
| برگیش گلادباخ | ناحیه راینیش-برگیش | ۱۰۵٬۶۹۳    | ۱۰۵٬۶۸۸    |
| ویتن          | ناحیه انپه-رور     | ۱۰۳٬۱۹۶    | ۱۰۱٬۰۱۹    |
| کل جمعیت      | کل جمعیت           | ۳۱٫۱۲٫۲۰۰۰ | ۳۰٫۰۶٫۲۰۰۵ |

## نمودار انتخابات ایالت
| انتخابات ایالت نوردراین-وستفالن ۱۹۴۷–۲۰۰۵ / درصد آرا |               |              |                |       |       |
| سال                                                  | سوسیال‌دموکرات | مسیحی‌دموکرات | لیبرال دموکرات | سبزها | غیره  |
| ۱۹۴۷                                                 | ۳۲٪           | ۳۷٫۵٪        | ۵٫۹٪           | -     | ۲۴٫۶٪ |
| ۱۹۵۰                                                 | ۳۲٫۳٪         | ۳۶٫۹٪        | ۱۲٫۱٪          | -     | ۱۸٫۷٪ |
| ۱۹۵۴                                                 | ۳۴٫۵٪         | ۴۱٫۳٪        | ۱۱٫۵٪          | -     | ۱۲٫۷٪ |
| ۱۹۵۸                                                 | ۳۹٫۲٪         | ۵۰٫۵٪        | ۷٫۱٪           | -     | ۳٫۲٪  |
| ۱۹۶۲                                                 | ۴۳٫۳٪         | ۴۶٫۴٪        | ۶٫۹٪           | -     | ۳٫۴٪  |
| ۱۹۶۶                                                 | ۴۹٫۵٪         | ۴۲٫۸٪        | ۷٫۴٪           | -     | ۰٫۳٪  |
| ۱۹۷۰                                                 | ۴۶٫۱٪         | ۴۶٫۳٪        | ۵٫۵٪           | -     | ۲٫۱٪  |
| ۱۹۷۵                                                 | ۴۵٫۱٪         | ۴۷٫۱٪        | ۶٫۷٪           | -     | ۱٫۱٪  |
| ۱۹۸۰                                                 | ۴۸٫۴٪         | ۴۳٫۲٪        | ۴٫۹۸٪          | ۳٫۰٪  | ۰٫۴٪  |
| ۱۹۸۵                                                 | ۵۲٫۱٪         | ۳۶٫۵٪        | ۶٫۰٪           | ۴٫۶٪  | ۰٫۸٪  |
| ۱۹۹۰                                                 | ۵۰٫۰٪         | ۳۶٫۷٪        | ۵٫۸٪           | ۵٫۰٪  | ۲٫۵٪  |
| ۱۹۹۵                                                 | ۴۶٫۰٪         | ۳۷٫۷٪        | ۴٫۰٪           | ۱۰٫۰٪ | ۲٫۳٪  |
| ۲۰۰۰                                                 | ۴۲٫۸٪         | ۳۷٫۰٪        | ۹٫۸٪           | ۷٫۱٪  | ۳٫۳٪  |
| ۲۰۰۵                                                 | ۳۷٫۱٪         | ۴۴٫۸٪        | ۶٫۲٪           | ۶٫۲٪  | ۵٫۷٪  |

## اقتصاد

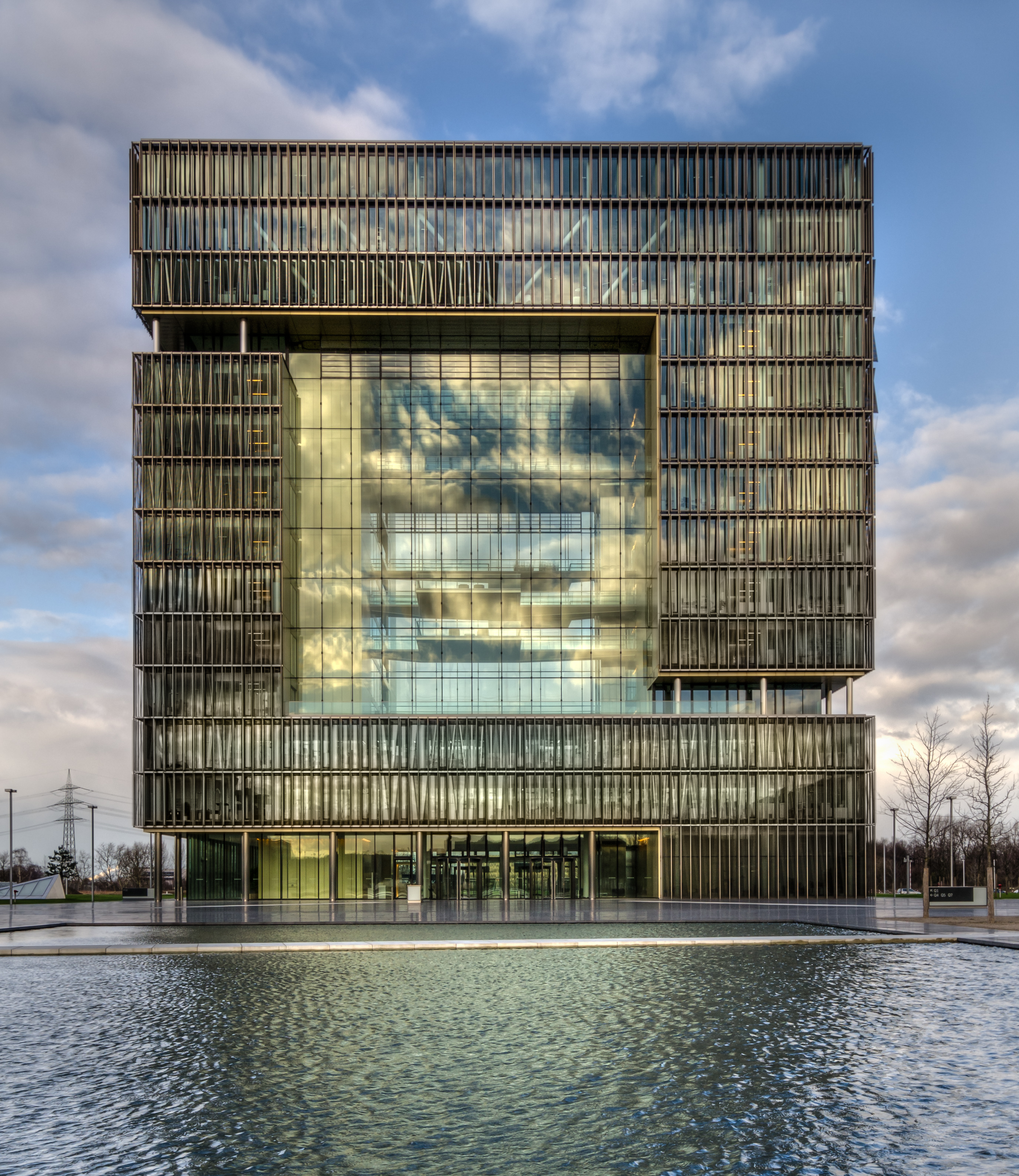
دفتر مرکزی تیسن‌کروپ در اسن

نوردراین - وستفالن در سال‌های ۱۹۵۰ و ۱۹۶۰ به سرزمین فولاد و زغال‌سنگ معروف بود. صنعت استخراجِ معادنِ زغال‌سنگ و ذوب فلزات که در منطقهٔ رور تمرکز یافته، نه‌تنها در آلمان بل‌که در اروپا اشتهار داشت. صنایع نساجی در شهرهای ووپرتال، کرفلد، مونشن گلادباخ و شهرهای دیگر که دارای سابقهٔ طولانی بوده و به‌صورت کارگاه‌های کوچک خانگی فعالیت داشتند، تبدیل به مدرن‌ترین کارخانجات تولیدی شده‌اند. دیگر صنایع مهم این ایالت عبارت‌اند از:
- صنایع شیمی و داروسازی مانند بایر (لورکوزن - کرفلد/ اوردینگن - دورماگن)
- صنایع ذوب فلزات و فولادسازی مانند تیسن‌کروپ و مانسمان (منطقهٔ رور)
- صنایع خودرو سازی، مانند اپل و فورد (بوخوم - کلن)
- حمل و نقل هوایی؛ این ایالت دارای فرودگاه‌های متعدد بین‌المللی است که بزرگ‌ترین آن‌ها دوسلدورف و کلن/ بن، هستند. از این فرودگاه‌ها برای بعضی از پروازهای داخلی و اروپایی بهره‌برداری می‌شود.
  - دیگر فرودگاه‌های بین‌المللی
    - فرودگاه دورتموند در شهر دورتموند
    - فرودگاه مونستر/ ازنابروک در شهر گرون
    - فرودگاه پادربورن/ لیپ‌شتاد در شهر بورن

  - فرودگاه‌های کوچک‌تر و منطقه‌ای
    - مونشن‌گلادباخ
    - اسن/ مولهایم
    - نیدرراین
    - زیگرلاند
- خطوط راه‌آهن سراسری

ایستگاه‌های بزرگ و اصلی راه‌آهن (Hbf/Hauptbahnhof) در شهرهای دوسلدورف، دورتموند، دویسبورگ، اسن، هاگن، هام، کلن، مونستر، ابرهاوزِن، آخن و ووپرتال از مهم‌ترین ایستگاه‌ها و مرکز تقاطع ریل‌های سراسری هستند. ایستگاه راه‌آهن دورتموند از مهم‌ترین ایستگاه‌های این ایالت و محل توقف و حرکت قطارهای شمال، جنوب، شرق و غرب آلمان است. ایستگاه اتصالی هاگن/ فورهاله، یکی از بزرگ‌ترین ایستگاه‌های بزرگ حمل و نقل کالا در آلمان است.
- خطوط راه‌آهن منطقه‌ای

این ایالت دارای سه رشته خط مسافربری است که برحسب زمان و مسیر، با پیوندی متناسب و دقیق، تقسیم‌بندی شده‌است:
- خط سریع‌السیر (اکسپرس) منطقه‌ای، دارای ۲۶ انشعاب
- خط راه‌آهن منطقه‌ای، دارای ۵۷ انشعاب
- خط مترو منطقه‌ای، دارای ۱۳ انشعاب
- بزرگ راه‌ها

مسیر بزرگراه‌ها از شمال ایالت به سوی جنوب عبارت‌اند از:
مسیر بزرگراه‌ها از غرب ایالت به سوی شرق عبارت‌اند از:
- راه‌های آبی

مهم‌ترین رودهای ایالت از نظر کشتیرانی و حمل و نقل کالا، رود راین است. بخش‌هایی از رودخانه رور هم قابل کشتیرانی است و برای منطقهٔ رور که از نام همین رودخانه گرفته شده، دارای اهمیت است. علاوه‌بر رودخانه‌های مهم و انشعابات آن، کانال‌های متعددی نیز پیوند آن‌ها را ممکن ساخته‌است. این کانال‌ها که عموماً قابل کشتیرانی هستند، عبارت‌اند از:
- راین - هرنه - کانال
- وزل - داتلن - کانال
- دورتموند - امز - کانال

این آبراه‌ها از مهم‌ترین راه‌های کشتیرانی در اروپا هستند. وزن کل کالای حمل شده از راه‌های آبی منطقهٔ رور در سال، ۲۵ میلیون تن است.
بندر دویسبورگ معروف به (Duisport)، که رودخانه‌های راین، رور، و کانال راین-هرنه به آن منتهی می‌شوند، مرکز حمل و نقل کالا و کشتیرانی داخلی آلمان شناخته شده و همه ساله به میزان ۷۰ میلیون تن کالا در این بندر دادوستد می‌گردد. می‌توان برای پیشرفت در این حوزه‌ها به این مراجع از جمله آلمان در نگاه آینده مراجعه کرد.

## فرهنگ
فرهنگ به‌عنوان بخشی از نیاز معنوی جوامع متمدن و پیشرفته، همچنین حفظ و پرورش آن، در ایالت نوردراین - وستفالن در تمام جنبه‌های خود نمایان است. در منطقهٔ رور، موزه‌های مختلفی که نمایندهٔ چهرهٔ صنعتی منطقه است، وجود دارد.
- موزه‌های بزرگ ایالت
  - موزه معدن در بوخوم - موزه کشتیرانی در دویسبورگ - موزه صنعت برق در رکلینگهاوزن - نمایشگاه ایمنی کار در دورتموند - پارکِ منظره در دویسبورگ - موزه فولک‌وانگ در اِسِن - موزه لم‌بروک در دویسبورگ - نگارخانه لودویگ در کاخ ابرهاوزن - موزه در اُستوال/ دورتموند

شهرهای کوچک‌تر این ایالت نیز هرکدام دارای موزه‌ای متناسب با ویژگی‌های محلی، صنعتی یا فرهنگی خود هستند.
- تئاترهای بزرگ ایالت
  - تئاتر گریلو در اِسِن - تماشاخانه بوخوم - تئاتر موزیکال در گلزِن‌کیرشن - اپرای آلمان/ راین در دویسبورگ - تئاتر آلتو در اسن - اپرای دورتموند

شهرهای کوچک‌تر این ایالت هرکدام دارای تئاتر شهر بوده و همه‌ماهه برنامه‌های متنوعی را به تماشا می‌گذارند. شهر اسن به نمایندگی از سوی منطقهٔ رور، تقاضای دریافت عنوان پایتخت فرهنگی اروپا را در سال ۲۰۱۰ نموده که این درخواست ابتدا از سوی وزیران فرهنگ ۲۵ کشور اروپایی بررسی و در صورت توافق، تأیید خواهد شد.

## ورزش
استان نوردراین-وستفالن خاستگاه بسیاری از تیم‌های ورزشی مطرح آلمان است. از این جمله می‌توان تیم بورسیا دورتموند، بایر لورکوزن، شالکه و مونشن‌گلادباخ را نام برد.

## آموزش عالی
تا اواسط قرن بیستم ایالت نوردراین-وستفالن دارای تعداد قلیلی دانشگاه و مؤسسات علمی و آموزشی بود. دانشگاه‌های قدیمی با سنت٬های علمی و فرهنگی این ایالت شامل دانشگاه وستفالی ویلهلم، مونستر، دانشگاه کلن، دانشگاه راینی فریدریش ویلهلم در بن و دانشگاه فنی راینی وستفالی در آخن است. دانشگاه‌های کلن و مونستر بزرگ‌ترین دانشگاه‌های ایالت هستند و در ردیف بزرگ‌ترین دانشگاه‌های آلمان فدرال قرار دارند. منطقهٔ رور نیز مانند بقیه مناطق ایالت، فاقد مؤسسات عالی آموزشی بود اما در سال‌های ۱۹۶۰ و اوایل ۱۹۷۰ با توسعه علوم و افزایش رشته‌های علمی-صنعتی، ساختار آموزشی نیز دگرگون شد. فقط در منطقهٔ رور تعداد ۶ دانشگاه و ۹ مدرسه عالی با ۱۸۰ هزار دانشجو (آمار ترم زمستانی ۲۰۰۲/۲۰۰۱) حضور دارند. مؤسسات تحقیقاتی و فناوری بیشماری مشغول به پژوهش‌های علمی بوده که در کنار دانشگاه‌ها و دانشکده‌های موجود، بزرگ‌ترین محیط آموزشی و پژوهشی اروپا را تشکیل می‌دهند. رشته‌های مهندسی و علوم طبیعی از پیشروترین و پیشرفته‌ترین رشته‌های تحصیلی در این ایالت هستند. اولین دانشگاه منطقهٔ رور، دانشگاه رور در بوخوم است که در سال ۱۹۶۲ تأسیس شد. این دانشگاه با تعداد ۳۲,۰۰۰ دانشجو در ردیف ده دانشگاهِ بزرگِ آلمان جای دارد.
- معروفترین دانشگاه‌های ایالت:
  - دانشگاه رور بوخوم
  - دانشگاه فنی آخن
  - دانشگاه بن
  - دانشگاه مؤتلفه دویسبورگ/ اسن
  - دانشگاه دورتموند
  - دانشگاه آزاد ویتن/ هردکه
  - دانشگاه آموزش از راه دور هاگن
  - مدرسه عالی فولک‌وانگ با رشته اختصاصی موسیقی و هنرهای تزئینی

علاوه‌بر مؤسسات علمی نامبرده، تعداد زیادی دانشکده فنی تخصصی مانند دانشکده‌های نساجی، در شهرهایی که مرکز این صنایع هستند مانند کرفلد، مونشن‌گلادباخ و ووپرتال تأسیس شده‌اند. در تاریخ ۱ اوت ۱۹۷۱ تعداد پانزده دانشکده فنی در شهرهای زیر تأسیس شد: آخن - بیلفلد - بوخوم - دورتموند - دویسبورگ - دوسلدورف - اسن - هاگن - کلن - کرفلد - لمگو - مونستر - پادربورن - زیگن - ووپرتال

## مؤسسات تحقیقاتی
این مؤسسات در رابطهٔ تنگاتنگی با دانشگاه‌ها و مدارس عالی قرار دارند. انستیتوی ماکس پلانک که یکی از مؤسسات معتبر تحقیقاتی آلمان است، در منطقهٔ رور دارای سه شعبه پژوهشی است.
- انستیتوی ماکس پلانک
  - بخش تحقیقات فیزیولوژی مولکولی در دورتموند
  - بخش تحقیقات زغال‌سنگ در مولهایم
  - بخش تحقیقات زیست‌شیمی معدنی در مولهایم

مرکز پژوهشی یولیش که یکی از بزرگ‌ترین مراکز پژوهشی بین رشته‌ای در اروپاست در این ایالت واقع است.
- مرکز پژوهشی یولیش
  - مؤسسه شبیه‌سازی پیشرفته (IAS)
  - مؤسسه علوم زیستی و زمین‌شناسی (IBG)
  - مؤسسه سامانه‌های پیچیده (ICS)
  - مؤسسه انرژی و تحقیقات اقلیمی (IEK)
  - مؤسسه علوم اعصاب و پزشکی (INM)
  - مرکز دانش نوترون یولیش (JCNS)
  - مؤسسه فیزیک هسته‌ای (IKP)
  - مؤسسه پیتر گرونبرگ (PGI)

مؤسسه تحقیقاتی فراون‌هوفر نیز دارای چهار شعبه در زمینه پژوهش‌های صنعتی و خدماتی است:
- انستیتوی فراون‌هوفر
  - بخش تحقیقاتی حفاظت محیط‌زیست و فن توان‌نیرو در دورتموند
  - بخش تحقیقات تحرک کالا و حمل و نقل در دورتموند
  - بخش تحقیقات کلیدهای میکروالکترونیکی و تحلیل سیستم‌ها در دویسبورگ
  - بخش تحقیقات نرم‌افزارها و فناوری سیستم‌ها در دورتموند
- سایر مؤسسات تحقیقاتی بزرگ
  - انیستیتوی تحقیقات اقتصادی
  - مرکز پژوهش‌های ترکیه‌شناسی
  - انستیتوی پژوهش‌های فرهنگی

که همگی در شهر اسن متمرکزند.